# 欽ちゃんの仮装大賞の作品一覧 (41回-50回)
萩本欽一(欽ちゃん)が司会を務めた『欽ちゃんの仮装大賞』の第41回から第50回までの概要と作品の一覧。

## 第41回
日本のお正月・欽ちゃんの第41回全日本仮装大賞
- 放送日 - 1994年1月1日(土)18:30 - 20:54 ※生放送
- 会場 - 東京・後楽園ホール
- ナレーター(仮装) - 堀敏彦(火消し)
- 欽ちゃんの仮装 - スペインのマタドール
- 審査員(太字は審査員長) - 仮装(テーマ「世界の民族衣装」)
  - 岡田眞澄 - 中国の宮廷衣装
  - 常盤貴子 - インドのサリー
  - トミーズ雅 - ロシアのルバシカ
  - 大林素子 - スペインのフラメンコ
  - 青島幸男 - 日本の紋付羽織袴（第38回以来の2度目）
  - 藤田弓子 - 韓国のチマチョゴリ（第26回以来の2度目）
  - 佐竹雅昭 - スコットランドのキルト
  - 細川ふみえ - オランダのチューリップ娘
  - 中山秀征 - トルコの武装着
  - 山本晋也 - スイスのチロル（第26回以来の2度目）

作品について
- 応募総数 - 11328組
- 出場 - 50組
- 合格 - 37組
- 満点 - 5組
- 合格率 - 74.00%
- 満点率 - 10.00%

- 合格点 - 20点満点中15点以上
- 最高点 - 20点
- 最低点 - 6点
- 平均点 - 15.60点

| No. | 作品                     |   | 点数 | 賞             | 備考                                                                          |
| --- | ------------------------ | - | ---- | -------------- | ----------------------------------------------------------------------------- |
| 1   | かるた取り               | ○ | 16点 |                |                                                                               |
| 2   | わたしのお正月           | ○ | 17点 |                |                                                                               |
| 3   | 中央アルプスの初日の出   | ○ | 15点 |                |                                                                               |
| 4   | 恐い初夢                 | ○ | 17点 |                |                                                                               |
| 5   | 獅子舞                   | ○ | 15点 |                | 13点から繰り上げ合格                                                          |
| 6   | 日本の祭り               | ○ | 18点 |                | 第38回優勝組                                                                  |
| 7   | 布団干し                 | ○ | 17点 | 努力賞         |                                                                               |
| 8   | 寒い朝                   | ○ | 16点 |                |                                                                               |
| 9   | 動物園                   | ○ | 15点 |                |                                                                               |
| 10  | ショベルカー             | ○ | 15点 |                | 14点から繰り上げ合格                                                          |
| 11  | 居眠り小坊主             |   | 12点 |                |                                                                               |
| 12  | 表彰式                   | ○ | 17点 | アイデア賞     |                                                                               |
| 13  | もちつき                 |   | 14点 |                |                                                                               |
| 14  | もちつき                 |   | 14点 |                |                                                                               |
| 15  | スロットマシーン         | ○ | 15点 |                | ハワイからの出場                                                              |
| 16  | 自動販売機               | ○ | 18点 | ファンタジー賞 |                                                                               |
| 17  | 浦島太郎ファンタジー     | ○ | 18点 | 演技賞         | 第31回優勝組                                                                  |
| 18  | 土俵入り                 | ○ | 17点 |                |                                                                               |
| 19  | 逃げろや逃げろ           |   | 13点 |                | 第13,16,45回優勝組                                                            |
| 20  | メトロノーム             | ○ | 20点 | ユーモア賞     | 第40回の欠場作品                                                              |
| 21  | 家庭科の実習             | ○ | 20点 | 第3位          |                                                                               |
| 22  | サーフィン               | ○ | 17点 |                | 第35回優勝組                                                                  |
| 23  | わた菓子                 |   | 14点 |                |                                                                               |
| 24  | ジェットコースター       | ○ | 20点 | 優勝           | 19点からトーク中に+1点                                                        |
| 25  | バタフライ               |   | 13点 |                | ハワイからの出場                                                              |
| 26  | 三匹の子豚               | ○ | 15点 |                |                                                                               |
| 27  | 湯わかし                 | ○ | 18点 |                | 鍋に扮し、顔を水につけて泡を出して沸騰の様子を表現。第86回優勝組              |
| 28  | 心電図                   | ○ | 16点 |                |                                                                               |
| 29  | サボテン                 | ○ | 16点 |                |                                                                               |
| 30  | トリオ・ザ・スキンヘッド |   | 14点 |                |                                                                               |
| 31  | 釘打ち                   | ○ | 20点 | 準優勝         |                                                                               |
| 32  | いろんな犬               | ○ | 18点 |                |                                                                               |
| 33  | 発電機                   | ○ | 18点 |                |                                                                               |
| 34  | パンチングマシーン       | ○ | 20点 |                | パンチングマシーンに挑む人が、最後は逆にパンチングマシーンに殴られてしまう。  |
| 35  | ゾウリムシの研究         |   | 13点 |                |                                                                               |
| 36  | エビフライ               |   | 14点 |                |                                                                               |
| 37  | 街灯                     |   | 06点 |                |                                                                               |
| 38  | 激辛ラーメン             | ○ | 15点 |                | 13点から繰り上げ合格(後述)                                                    |
| 39  | チョウの誕生             | ○ | 16点 |                |                                                                               |
| 40  | ボーリング               |   | 11点 |                |                                                                               |
| 41  | キャッチボール           |   | 09点 |                |                                                                               |
| 42  | 花火                     | ○ | 15点 |                |                                                                               |
| 43  | 大物釣り                 | ○ | 17点 |                | 第26回優勝組                                                                  |
| 44  | 大根ぬき                 | ○ | 15点 |                |                                                                               |
| 45  | レモンしぼり             | ○ | 15点 |                |                                                                               |
| 46  | 棒高跳び                 | ○ | 18点 | 技術賞         |                                                                               |
| 47  | アーチェリー             | ○ | 15点 |                |                                                                               |
| 48  | スペースパニック         |   | 13点 |                |                                                                               |
| 49  | ハロー!!イエロー         | ○ | 15点 |                |                                                                               |
| 50  | 発声練習                 | ○ | 15点 |                | 逆さ吊りになり、震える喉ちんこを表現。出演:ヒロミ&清水圭 14点から繰り上げ合格 |

優勝 - 24番 ジェットコースター
レールの素早い出現でスピード感を表現したり、途中で逆さになったりなど、ジェットコースターの動きを表現。
準優勝 - 31番 釘打ち
板に先端部分を刺した釘に扮した男の子を、父親が扮した金づちが一撃で打ち付けて板の中に収まる様子を表現。実際は板の中に入るのではなく、金づちに扮した父親が抱きかかえていた。
第3位 - 21番 家庭科の実習
雑巾を縫う糸の動きを大勢の小学生が腕と顔で表現。
技術賞 - 46番 棒高跳び
高跳びの選手を棒役の人が抱き上げバーの上を飛ばし、棒高跳びを表現。
努力賞 - 7番 布団干し
布団たたきで布団を叩くと、布団の柄に扮した人が粉を吹き出して布団干しの様子を表現。
ファンタジー賞 - 16番 自動販売機
巨大な自販機でジュースを買うと、大当たりが出て次々に缶が出てくる。
演技賞 - 17番 浦島太郎ファンタジー
少女が一人でアレンジ版の浦島太郎をリズムに乗って表現。
ユーモア賞 - 20番 メトロノーム
床に脚を固定し体を前後に揺らす動きでメトロノームを表現。
アイデア賞 - 12番 表彰式
金・銀・銅の色に顔を塗ったメダル役の人が表彰者の服の下から顔を出し、表彰台でメダルが授与される様子を表現。
- その他備考
  - 芸能人としては2組目の出場者としてTBS「チャレンジ大魔王」チームのヒロミ&清水圭が挑戦。予選合否の発表は1週前の前年12月25日に放送された「モグモグGOMBO」（ヒロミが林家こぶ平と共に司会）の中で、その日のゲストだった欽ちゃんから直接発表された。その「チャレンジ大魔王」は土曜19:30 - 20:00での放送のため、通常では出演出来ないところだが、この日は「チャレンジ大魔王」が正月特番『大忠臣蔵』（『TBS大型時代劇スペシャル』版）で休止されたため出演出来た。
  - 審査員の中山は裏番組の『新春かくし芸大会』(フジテレビ系)と重複出演となった。因みに先述の「チャレンジ大魔王」は中山もレギュラーメンバーだった。
  - 日本テレビの番組を生リクエストで紹介する『スーパー電波バザール 年越しジャンボ同窓会』(前日の1993年12月31日放送)で仮装大賞も登場。
  - 13,14番『餅つき』を筆頭に“おバカちゃん”作品は合格者席(反省席)の隅に座らせられた。
  - 37番『街灯』演技後のトークの際、男子高校生2人が街灯と蛾に扮し街灯に蛾が近寄る様子を頬や鼻に接吻する事で表現し最後には唇に接吻するという演目に対して欽ちゃんと岡田眞澄の意見が真っ向対立し、岡田眞澄がおバカちゃん作品同様反省席へ。その後38番『激辛ラーメン』が13点で不合格の鐘が鳴り、反省席にいたままの岡田眞澄は欽ちゃんに戻れと言われ採点、合格。この事が原因かは不明だが、岡田眞澄はこの回を最後に降板する。相手が素人であっても明確な審査をモットーにしていた岡田眞澄だったが、岡田眞澄の降板をきっかけに満点の頻度が高くなっていく。
  - 38番『激辛ラーメン』のトーク中、どうしてもTVに出たいと犬の格好をして待機していた父親が登場。おバカちゃんとして反省席へ。
  - 鹿児島テレビでの放送はこの回が最後となった。

## 第42回
欽ちゃんの第42回全日本仮装大賞
- 放送日 - 1994年5月28日(土)19:00 - 20:54 ※スーパースペシャル'94枠で放送
- 収録日 - 1994年5月4日(水)
- 会場 - 東京・後楽園ホール
- ナレーター(仮装) - 堀敏彦(殿様)
- 欽ちゃんの仮装 - 喜劇王チャーリー・チャップリン
- 審査員(太字は審査員長) - 仮装(テーマ「世界の王様&お姫様」)
  - 中山秀征 - トランプのキング
  - 久本雅美 - クレオパトラ
  - 蛭子能収 - ハクション大魔王
  - 中村あずさ - あんみつ姫
  - 青島幸男 - 古代ローマ独裁官シーザー
  - 藤田弓子 - 楊貴妃
  - 中野浩一 - ナポレオン
  - 井上晴美 - 白雪姫
  - 伊集院光 - ハメハメハ大王
  - 山本晋也 - 閻魔大王

作品について
- 応募総数 - 6471組
- 出場 - 44組
- 合格 - 28組
- 満点 - 2組
- 合格率 - 63.64%
- 満点率 - 4.55%

- 合格点 - 20点満点中15点以上
- 最高点 - 20点
- 最低点 - 4点
- 平均点 - 14.11点

| No. | 作品                     |   | 点数 | 賞             | 備考                                                                                                 |
| --- | ------------------------ | - | ---- | -------------- | --- |
| 1   | モーグルスキー           | ○ | 16点 |                | |
| 2   | 母の日                   | ○ | 15点 |                | 第13,16,45回優勝組                                                                                   |
| 3   | 鯉のぼり                 | ○ | 19点 | 準優勝         | |
| 4   | ししおどし               |   | 14点 |                | |
| 5   | わたしの誕生日           | ○ | 16点 |                | |
| 6   | 6気筒エンジン            |   | 06点 |                | |
| 7   | マキ割り                 | ○ | 16点 |                | 頭に刃をつけ、開脚で薪を割る様子を表現。14点から繰り上げ合格(後述)                                   |
| 8   | 大型強力掃除機           | ○ | 15点 |                | |
| 9   | 端午の節句               |   | 12点 |                | 第9回優勝組                                                                                          |
| 10  | ガムふんじゃった         |   | 10点 |                | 9点からトーク中に+1点                                                                                |
| 11  | ゴメンナサイ             | ○ | 16点 |                | 第86回優勝組                                                                                         |
| 12  | お父さんの好きなおつまみ | ○ | 17点 |                | 12点から繰り上げ合格                                                                                 |
| 13  | こどもの日               | ○ | 16点 |                | |
| 14  | おむすび                 | ○ | 15点 |                | 大勢のおばあちゃんがおにぎりに扮する。14点から繰り上げ合格                                           |
| 15  | 換気扇                   | ○ | 18点 |                | |
| 16  | 高飛び込み               |   | 10点 |                | |
| 17  | ブラックホール           |   | 12点 |                | |
| 18  | モールス信号             |   | 09点 |                | Zまでの全てのモールス信号を言いながら腕立て伏せをする体力作品。第58,85回優勝組 8点からトーク中に+1点 |
| 19  | 体重計                   | ○ | 16点 | 努力賞         | |
| 20  | 最初はグー!              | ○ | 15点 |                | 10点から繰り上げ合格(後述)                                                                           |
| 21  | 世界の国旗               | ○ | 19点 | 演技賞         | |
| 22  | ソフトクリーム           | ○ | 20点 | 優勝           | |
| 23  | 巣立ち                   | ○ | 16点 |                | 第29,37回優勝組                                                                                      |
| 24  | ゲゲゲの鬼太郎ファミリー | ○ | 16点 |                | 身体の様々な部分にゲゲゲの鬼太郎のキャラを描き、声真似に合わせて次々と表現。                         |
| 25  | 大きな切株               | ○ | 20点 | 第3位          | 19点からトーク中に+1点                                                                               |
| 26  | いろんな歯               | ○ | 15点 |                | |
| 27  | 中国大魔術               | ○ | 16点 |                | 12点から繰り上げ合格                                                                                 |
| 28  | たこ焼                   | ○ | 17点 |                | |
| 29  | 食品サンプル             |   | 10点 |                | |
| 30  | おもちゃのチャチャチャ   | ○ | 16点 | ファンタジー賞 | |
| 31  | ネッシーはウソだった     | ○ | 17点 |                | 16点からトーク中に+1点                                                                               |
| 32  | 老木                     | ○ | 15点 |                | 14点から繰り上げ合格                                                                                 |
| 33  | 番犬ロボ                 |   | 10点 |                | |
| 34  | いろんな叫び             |   | 04点 |                | |
| 35  | ラモス                   |   | 12点 |                | |
| 36  | 電球                     |   | 12点 |                | 電球に扮し、「明るい」「キレた」等の様子を感情表現に見立てた作品。                                   |
| 37  | 東京駅                   | ○ | 18点 | ユーモア賞     | |
| 38  | びっくりミラー           | ○ | 18点 | アイデア賞     | |
| 39  | 玉子がコロリン           |   | 09点 |                | 8点からトーク中に+1点                                                                                |
| 40  | インディ・ジョーンズ     |   | 11点 |                | |
| 41  | 仕事                     |   | 08点 |                | 2人1組で床屋のサインポールを表現。出演:梶原比出樹チーム                                              |
| 42  | 空気入れ                 | ○ | 15点 |                | |
| 43  | ハイ・はい・灰           |   | 06点 |                | |
| 44  | 衝突実験                 | ○ | 18点 | 技術賞         | |

優勝 - 22番 ソフトクリーム
ソフトクリームメーカーからクリームが出てくる様をリアルに表現。
準優勝 - 3番 鯉のぼり
腹踊りの要領で鯉のぼりが風になびく様子を表現。
第3位 - 25番 大きな切株
与作が一瞬にして切株を抜き胴体が真っ二つに折れる。
技術賞 - 44番 衝突実験
車の衝突実験の様子をスローモーションで表現。
努力賞 - 19番 体重計
足を使って体重計の針を表現。体全体で針を動かして演じた。
ファンタジー賞 - 30番 おもちゃのチャチャチャ
おもちゃのチャチャチャの曲に併せて様々な楽器が登場し演奏する。
演技賞 - 21番 世界の国旗
体のいろんな部位を使って世界の国旗のマークを表現。
ユーモア賞 - 37番 東京駅
夫婦が片足立ちをし、体全体で東京駅周辺のJR路線図を表現。途中でフラフラしている様が笑いを誘った。
アイデア賞 - 38番 びっくりミラー
びっくりミラーのゆがみを布の伸縮を使って表現。
- その他備考
  - 2004年まで続くスーパースペシャル枠の1回目がこの第42回。その後第64回までの多くがこの枠で放送される。
  - 審査員のWAHAHA本舗メンバーから久本雅美が初登場。
  - この回より得点ボードの「20」の表記が若干変更。「2」と「0」の間隔が狭まる。
  - この回の特徴として多くの高齢者が出場。
  - 7番『マキ割り』では演技時間のあまりの短さに、審査員の井上晴美が見逃してしまい1点も採点しなかった。14点で不合格の鐘が鳴るが、欽ちゃんのフォローで再演して合格した。
  - 9番『端午の節句』のトークの際不合格だったにもかかわらず「メダルが欲しい」とねだった子供に急遽メダルを授与。
  - 青森放送｢おはようほっとスタジオ｣内の企画で、青山良平と佐藤由美子の両名が、20番『最初はグー!』という作品で本選に出場。当初10点だったが、「このままでは帰れない」と審査員に哀願し、15点で合格。
  - 18番『モールス信号』、41番『仕事』は番組の常連出場組による作品だが、いずれも不合格。この時点での優勝経験組もすべて受賞を逃すなど、常連組には厳しい結果となった。

## 第43回
欽ちゃんの第43回全日本仮装大賞
- 放送日 - 1994年10月8日(土)19:00 - 20:54 ※スーパースペシャル'94枠で放送
- 収録日 - 1994年9月11日(日)
- 会場 - 東京・後楽園ホール
- ナレーター(仮装) - 堀敏彦(紅の豚)
- 欽ちゃんの仮装 - アラジン
- 審査員(太字は審査員長) - 仮装(テーマ「漫画の主人公」)
  - 中山秀征 - 静かなるドンの近藤静也※仮装ではなく、当時放送されていたドラマ版の衣装
  - 久本雅美 - おそ松くんのイヤミ
  - 大仁田厚 - 鉄腕アトムのアトム
  - 城戸真亜子 - リボンの騎士のサファイア
  - 青島幸男 - ルパン三世の銭形警部
  - 藤田弓子 - 魔法使いサリーの夢野サリー
  - 渡辺文雄 - 平成狸合戦ぽんぽこ
  - 大塚寧々 - はいからさんが通るの花村紅緒
  - 関根勤 - ジャングル大帝のレオ
  - 山本晋也 - クレヨンしんちゃんの野原しんのすけ※アクション幼稚園（アニメ版ではふたば幼稚園）の制服の衣装

作品について
- 応募総数 - 6394組
- 出場 - 41組
- 合格 - 34組
- 満点 - 4組
- 合格率 - 82.93%
- 満点率 - 9.76%

- 合格点 - 20点満点中15点以上
- 最高点 - 20点
- 最低点 - 12点
- 平均点 - 16.61点

| No. | 作品                 |   | 点数 | 賞             | 備考                                                                                       |
| --- | -------------------- | - | ---- | -------------- | ------------------------------------------------------------------------------------------ |
| 1   | 落花生               | ○ | 17点 |                |                                                                                            |
| 2   | エアクリーナー       | ○ | 16点 |                |                                                                                            |
| 3   | 鯛の養殖             | ○ | 17点 |                |                                                                                            |
| 4   | ねずみ花火           | ○ | 15点 |                | 12点から繰り上げ合格                                                                       |
| 5   | 恐竜時代             | ○ | 17点 |                |                                                                                            |
| 6   | 絵日記               | ○ | 15点 |                |                                                                                            |
| 7   | 平成狸合戦ぽんぽこ   | ○ | 15点 |                | 第26回優勝組                                                                               |
| 8   | あき缶               | ○ | 20点 | 優勝           |                                                                                            |
| 9   | アルファベット       | ○ | 15点 |                |                                                                                            |
| 10  | 掃除当番             |   | 13点 |                |                                                                                            |
| 11  | 扇風機               | ○ | 15点 |                |                                                                                            |
| 12  | 激流下り             |   | 12点 |                |                                                                                            |
| 13  | みこしだ!ワッショイ  | ○ | 16点 |                |                                                                                            |
| 14  | 花のファンタジー     | ○ | 16点 |                |                                                                                            |
| 15  | ちょうちょ           | ○ | 18点 | 努力賞         |                                                                                            |
| 16  | シャンペン           | ○ | 15点 |                | 9点から繰り上げ合格                                                                        |
| 17  | 砂鉄あそび           |   | 13点 |                |                                                                                            |
| 18  | 日焼けマシーン       | ○ | 18点 | アイデア賞     |                                                                                            |
| 19  | 彗星衝突             |   | 14点 |                |                                                                                            |
| 20  | 万華鏡               | ○ | 18点 |                |                                                                                            |
| 21  | 益子焼               |   | 14点 |                |                                                                                            |
| 22  | 恐竜博物館           | ○ | 16点 |                |                                                                                            |
| 23  | 釣り                 | ○ | 15点 |                | 第93回18番「いきのいいやつ」の演者の作品                                                   |
| 24  | 忍者                 |   | 13点 |                |                                                                                            |
| 25  | カラス               | ○ | 20点 | ファンタジー賞 |                                                                                            |
| 26  | オルゴール           | ○ | 19点 |                |                                                                                            |
| 27  | セミ                 | ○ | 20点 | 第3位          | 第86回優勝組                                                                               |
| 28  | 朝顔の1日            | ○ | 19点 | 技術賞         |                                                                                            |
| 29  | おしり               | ○ | 19点 |                | 腕の関節部をお尻に見立て、家族のお尻を次々表現。                                           |
| 30  | パトカー             |   | 12点 |                | 男性2人が回転しながら頭でパトランプを表現。                                                |
| 31  | 夏の想い出           | ○ | 17点 |                |                                                                                            |
| 32  | ジュラシックパーク   | ○ | 18点 |                |                                                                                            |
| 33  | 風鈴                 | ○ | 16点 |                |                                                                                            |
| 34  | ウサギの大好物       | ○ | 16点 |                | 人参の皮を剥いていくとバニーガールが現れ、「いやん」と言い会場は爆笑。14点から繰り上げ合格 |
| 35  | アメリカンクラッカー | ○ | 19点 | ユーモア賞     | 第85回3番「つまようじに注意」の演者の作品                                                  |
| 36  | 山水画               | ○ | 20点 | 準優勝         |                                                                                            |
| 37  | ジェットスキー       | ○ | 19点 |                |                                                                                            |
| 38  | 花火大会             | ○ | 19点 | 演技賞         |                                                                                            |
| 39  | 展覧会の絵           | ○ | 18点 |                |                                                                                            |
| 40  | バクチク             | ○ | 18点 |                | 複数の男子高校生が様々な色のボディペイントをし、手で身体を鳴らしながら爆竹を表現。         |
| 41  | スロットマシーン     | ○ | 19点 |                | 出演:「TVおじゃマンモス」チーム(後述) 17点からトーク中に+2点                               |

優勝 - 8番 あき缶
男の子が空き缶に扮し、お腹を引っ込ませて凹む様子を表現。最短時間で満点及び優勝を獲得した作品。
準優勝 - 36番 山水画
山と船の形を体で作って頭上から墨汁をかけ、印章を押して山水画が完成する。身体に蝋を塗り、毎回同じように墨汁がかかるように工夫していた。
第3位 - 27番 セミ
セミが脱皮して鳴く様子を顔面で表現。
技術賞 - 28番 朝顔の1日
時間帯に合わせた物売りの声と音に合わせて、朝顔が花を咲かせて萎れるまでを表現。
努力賞 - 15番 ちょうちょ
逆立ちをしてちょうちょを表現。最後は網につかまってしまう。
ファンタジー賞 - 25番 カラス
女の子がおさげの髪をカラスの羽に見立て、飛んだり行水したりする姿を表現。
演技賞 - 38番 花火大会
ボールと吹き戻しおもちゃを使って1人で花火を表現。最後は両手を広げ、ジュディ・オングの『魅せられて』に合わせてナイアガラを表現。
ユーモア賞 - 35番 アメリカンクラッカー
頭をボールに見立て、ヘッドバンギングでもう一つのボールを動かしアメリカンクラッカーを表現。
アイデア賞 - 18番 日焼けマシーン
日焼けマシーンに扮し、マシーンに入った人の体中を何度も平手打ちして体を真っ赤にして日焼けする様子を表現。
- その他備考
  - 欽ちゃん所属の浅井企画の後輩芸人（いわゆる欽ちゃんファミリー）である関根勤が審査員として初登場。
  - タレントチームとして『TVおじゃマンモス』チームが参加、予選からの様子は随時番組で放送された。企画は北野武、メンバーはヒロミ、池谷幸雄と日体大メンバー、川合俊一、バカルディ(現:さまぁ〜ず)、篠原涼子、藪本雅子。
  - この日はフジテレビで、18:30からプロ野球中継「中日×巨人」（ナゴヤ球場、東海テレビ制作。いわゆる「10.8決戦」）を放送、当番組は苦戦を予想されたが、19.6%という高視聴率を獲得した。

## 第44回
欽ちゃんの第44回全日本仮装大賞
- 放送日 - 1995年1月1日(日)18:33 - 20:54 ※『2年越し!超超興奮!仰天"生"テレビ!!』の枠内で生放送。

18:30頃からスタートという曖昧な設定だった事と、後番組の「ナンウン宇宙征服宣言」のナンチャンママチャリゴール会場の情報があった為、例年より3分遅い18:33から放送
- 会場 - 東京・後楽園ホール
- ナレーター(仮装) - 堀敏彦(獅子舞)
- 欽ちゃんの仮装 - 火消し（第26回以来の2度目）
- 審査員(太字は審査員長) - 仮装(テーマ「世界の晴れ着」)
  - 渡辺文雄 - アラブの大富豪
  - 久本雅美 - 日本の芸者
  - 蛭子能収 - スイスのチロル
  - 千堂あきほ - スペインのフラメンコ
  - 青島幸男 - 日本の紋付羽織袴（第38,41回以来の3度目）
  - 藤田弓子 - インドのサリー（第32回以来の2度目）
  - 落合博満 - トルコの武装着
  - 篠原涼子 - オランダのチューリップ娘
  - 松村邦洋 - メキシコのポンチョ
  - 山本晋也 - ロシアのルパシカ

作品について
- 応募総数 - 7308組
- 出場 - 49組
- 合格 - 32組
- 満点 - 4組
- 合格率 - 65.31%
- 満点率 - 8.16%

- 合格点 - 20点満点中15点以上
- 最高点 - 20点
- 最低点 - 7点
- 平均点 - 14.88点

| No. | 作品                     |   | 点数 | 賞             | 備考                                    |
| --- | ------------------------ | - | ---- | -------------- | --------------------------------------- |
| 1   | ウリ坊のお正月           | ○ | 18点 |                |                                         |
| 2   | ポラロイド写真           | ○ | 19点 | 技術賞         |                                         |
| 3   | 生け花                   | ○ | 18点 | 努力賞         |                                         |
| 4   | 草刈り機                 | ○ | 15点 |                |                                         |
| 5   | 消火栓                   |   | 10点 |                | ハワイからの出場                        |
| 6   | 新聞紙                   | ○ | 18点 | 演技賞         |                                         |
| 7   | ドミノ倒し               |   | 12点 |                |                                         |
| 8   | 日本アルプスのクリスマス | ○ | 19点 |                |                                         |
| 9   | イカ                     | ○ | 17点 |                |                                         |
| 10  | カラスのもちつき         | ○ | 16点 |                | 第13,16,45回優勝組                      |
| 11  | 天気予報                 | ○ | 19点 | アイデア賞     |                                         |
| 12  | 影の一日                 | ○ | 20点 | 準優勝         |                                         |
| 13  | 外野フライ               | ○ | 18点 |                |                                         |
| 14  | トビウオ                 | ○ | 16点 |                |                                         |
| 15  | 石川啄木                 | ○ | 16点 |                |                                         |
| 16  | わが家のグラフ           |   | 11点 |                |                                         |
| 17  | カミナリ                 | ○ | 17点 |                |                                         |
| 18  | 風のいたずら             | ○ | 15点 |                |                                         |
| 19  | ピアノ                   | ○ | 15点 |                | ハワイからの出場                        |
| 20  | ヴィーナスの誕生         | ○ | 20点 |                | 13点から繰り上げ合格(後述)              |
| 21  | 美の競演                 |   | 13点 |                | 第38回優勝組                            |
| 22  | ためし切り               |   | 14点 |                |                                         |
| 23  | 暴飲暴食                 | ○ | 15点 |                |                                         |
| 24  | お好み焼き               |   | 11点 |                |                                         |
| 25  | クギ                     | ○ | 15点 |                |                                         |
| 26  | ワイパー                 |   | 10点 |                | 第45回で再挑戦                          |
| 27  | 変身家族                 | ○ | 19点 | ファンタジー賞 |                                         |
| 28  | ハッピーバースデー       |   | 12点 |                | 第86回優勝組                            |
| 29  | ゆでダコ                 | ○ | 15点 |                |                                         |
| 30  | ファーストフード         |   | 12点 |                |                                         |
| 31  | コケコッコー             |   | 07点 |                |                                         |
| 32  | お国自慢大集合           |   | 11点 |                | 演技時間:2分42秒                        |
| 33  | トンネル通過             | ○ | 16点 |                |                                         |
| 34  | おねしょ                 |   | 08点 |                |                                         |
| 35  | 恐怖の館                 | ○ | 16点 |                | ハワイからの出場 15点からトーク中に+1点 |
| 36  | ビリヤード               | ○ | 20点 | 優勝           |                                         |
| 37  | ヤマアラシ               | ○ | 17点 | ユーモア賞     | 第26回優勝組                            |
| 38  | ローソク                 |   | 12点 |                |                                         |
| 39  | 投網                     |   | 12点 |                |                                         |
| 40  | くす玉割り               |   | 10点 |                |                                         |
| 41  | 線香花火                 | ○ | 15点 |                | 13点から繰り上げ合格                    |
| 42  | 白雪姫                   |   | 11点 |                |                                         |
| 43  | 跳び箱                   |   | 11点 |                | 10点からトーク中に+1点                  |
| 44  | 皿回し                   | ○ | 15点 |                |                                         |
| 45  | チャップリン川を渡る     | ○ | 18点 |                | 17点からトーク中に+1点                  |
| 46  | ビル爆破                 | ○ | 15点 |                |                                         |
| 47  | 昨年の夏は暑かった       | ○ | 15点 |                |                                         |
| 48  | ホワイト&ホワイト        | ○ | 15点 |                |                                         |
| 49  | クリスマスの出来事       | ○ | 20点 | 第3位          |                                         |

優勝 - 36番 ビリヤード
ビリヤードの玉に仮装し、ポケットに次々入っていく様(入った色の玉に合わせて同じ色の球が外に出てくる)を表現。この作品は、発案から優勝までの過程を2004年に発表されたペット・ショップ・ボーイズのPVで使用された。
準優勝 - 12番 影の一日
農村の一日を影の変化で表現。
第3位 - 49番 クリスマスの出来事
男性2人が逆方向で背中合わせになって回転し、それぞれが泥棒の袋とサンタの袋に格納されることで、サンタクロースと泥棒が交互に早変わりする。
技術賞 - 2番 ポラロイド写真
布を一枚ずつ引き抜いてポラロイド写真が出来上がる過程を表現。
努力賞 - 3番 生け花
組体操や柔軟運動を使ってダイナミックな生花を作り上げる。
ファンタジー賞 - 27番 変身家族
紋付姿の家族がヒーロー、SMAP(?)、アニメキャラへ早着替えで変身していく。
演技賞 - 6番 新聞紙
風に舞う新聞紙の様子をリアルに表現。
ユーモア賞 - 37番 ヤマアラシ
森の中を行くヤマアラシに虎が襲い掛かるが、威嚇して難を逃れる様子を表現。
アイデア賞 - 11番 天気予報
モノクロの気象衛星からの日本近辺の雲の動きを黒く塗った顔で背景に同化した演者がガラスに向かって大きく口を開いた後に息を吐いて曇らせながら移動を繰り返すことで表現。
- その他備考
  - 正月大会の応募総数が第17回以来9年ぶりに1万組を割る。
  - ステージ上が1番の作品の道具で塞がっていたため、初めて欽ちゃんが客席側から登場。そのため1番の演目終了時の点数表示も本番組では珍しい2分割で表示された(左画面にステージ、右画面に得点板)。
  - 『気持ちは合格者』というコンセプトで不合格者は画面から見て左側の合格者席に座らせてもらえる企画が登場。
  - 20番『ヴィーナスの誕生』のトーク中、少女が「私、20点行きたいの」という一言を発し、当初13点で不合格だったにも拘わらず20点満点を獲得。
  - 表彰式の際、第3位・49番『クリスマスの出来事』と発表された瞬間、8番『日本アルプスのクリスマス』チームが勘違いして立ち上がるハプニングが発生。カメラも状況把握が出来なかったようで乱れた画がそのまま放送されてしまった。

## 第45回
欽ちゃんの第45回全日本仮装大賞
- 放送日 - 1995年5月27日(土)19:00 - 20:54 ※スーパースペシャル'95枠で放送
- 収録日 - 1995年5月4日(木)
- 会場 - 東京・後楽園ホール
- ナレーター(仮装) - 堀敏彦(さるかに合戦の臼)
- 欽ちゃんの仮装 - 花咲じいさん
- 審査員(太字は審査員長) - 仮装(テーマ「昔話の主人公」)
  - 中山秀征 - 一休さん
  - 飯島直子 - 牛若丸
  - 中畑清 - 弁慶
  - 高木美保 - かぐや姫
  - 植木等 - 浦島太郎
  - 藤田弓子 - 桃太郎
  - 服部幸應 - 鞠と殿様
  - 麻木久仁子 - 乙姫様
  - 森脇健児 - 金太郎
  - 山本晋也 - 分福茶釜

作品について
- 応募総数 - 5872組
- 出場 - 42組(内1組欠場)
- 合格 - 38組
- 満点 - 5組
- 合格率 - 90.48%
- 満点率 - 11.90%

- 合格点 - 20点満点中15点以上
- 最高点 - 20点
- 最低点 - 10点
- 平均点 - 16.88点

| No. | 作品                 |   | 点数 | 賞             | 備考                              |
| --- | -------------------- | - | ---- | -------------- | --------------------------------- |
| 1   | 優勝賞金             | ○ | 15点 |                | 14点から繰り上げ合格 第86回優勝組 |
| 2   | 砲丸投げ             | ○ | 17点 |                |                                   |
| 3   | ビーカーの実験       | ○ | 18点 |                |                                   |
| 4   | ステレオ             | ○ | 17点 |                |                                   |
| 5   | 立ち食いそば         | ○ | 17点 |                |                                   |
| 6   | 一寸法師             | ○ | 15点 |                | 11点から繰り上げ合格              |
| 7   | いろんな目           | ○ | 18点 |                |                                   |
| 8   | 砂風呂               |   |      |                | 高熱のため欠場                    |
| 9   | はぐれ鳥             | ○ | 19点 | 努力賞         |                                   |
| 10  | ゴジラ               | ○ | 16点 |                |                                   |
| 11  | ありんこ             | ○ | 17点 |                |                                   |
| 12  | 大工さん             | ○ | 20点 |                | 16点からトーク中に+4点            |
| 13  | ダイ・ハード         |   | 10点 |                |                                   |
| 14  | りんご               | ○ | 17点 |                |                                   |
| 15  | バンジージャンプ     |   | 12点 |                |                                   |
| 16  | なまず               | ○ | 18点 |                |                                   |
| 17  | 夕焼け小焼け         | ○ | 16点 |                |                                   |
| 18  | 地図記号             | ○ | 18点 |                |                                   |
| 19  | ビッグウェーブ       | ○ | 15点 |                |                                   |
| 20  | 落ちちゃった         | ○ | 20点 | 優勝           | 第13,16回優勝組                   |
| 21  | 昇り龍               | ○ | 15点 |                | 第29,37回優勝組                   |
| 22  | アイスキャンディー   | ○ | 15点 |                |                                   |
| 23  | ランニングマシーン   | ○ | 17点 |                |                                   |
| 24  | 心霊写真             | ○ | 18点 | 演技賞         |                                   |
| 25  | ヘアースタイル       | ○ | 18点 |                |                                   |
| 26  | タバコ               | ○ | 17点 |                |                                   |
| 27  | ワイパー再挑戦       | ○ | 19点 | 準優勝         | 第44回26番をリメイク              |
| 28  | ホエールウォッチング | ○ | 19点 | 第3位          |                                   |
| 29  | ケン玉               | ○ | 20点 | アイデア賞     |                                   |
| 30  | 道路工事             | ○ | 18点 |                |                                   |
| 31  | 乾燥機               | ○ | 20点 | 技術賞         |                                   |
| 32  | フラダンス           | ○ | 16点 |                |                                   |
| 33  | 世界の旅             | ○ | 18点 |                |                                   |
| 34  | イワツバメの観察     | ○ | 18点 |                |                                   |
| 35  | 金魚すくい           | ○ | 15点 |                |                                   |
| 36  | ホールインワン       | ○ | 20点 | ユーモア賞     |                                   |
| 37  | 投網                 | ○ | 16点 |                |                                   |
| 38  | シャッターチャンス   | ○ | 17点 | ファンタジー賞 | 第26回優勝組                      |
| 39  | 虹                   | ○ | 17点 |                | 第42回優勝組                      |
| 40  | バランスボール       | ○ | 15点 |                |                                   |
| 41  | Oh!レンジ            |   | 14点 |                |                                   |
| 42  | ブルーインパルス     | ○ | 15点 |                |                                   |

優勝 - 20番 落ちちゃった
登場した女子高校生の首が一瞬にして落下し、その後に全身が一瞬でペチャンコになり、ゆっくり起き上がって首も元に戻る。第30回9番・第3位『アレレ?』の演者によるリメイク。
準優勝 - 27番 ワイパー再挑戦
フロントガラスに付着した雪に扮し、ワイパーで除去される様子を表現。前回不合格だった第44回26番『ワイパー』（雨滴に扮し、別の車からの泥はねで一部の雨滴が泥水の水滴に変わる様子を顔を水色から黄土色に塗って表現）を同出場者が再構築。
第3位 - 28番 ホエールウォッチング
中学生たちが大海原で泳ぐクジラの様子をダイナミックに表現。
技術賞 - 31番 乾燥機
兄妹が乾燥機の中で回る洗濯物を体を張って表現。
努力賞 - 9番 はぐれ鳥
群れからはぐれた鳥が、嵐や波に翻弄されながらも仲間たちに再会するまでを描いた物語。
ファンタジー賞 - 38番 シャッターチャンス
水面めがけて魚を取る鳥の様子を連続写真の要領で表現。
演技賞 - 24番 心霊写真
占い師が鑑定写真を見ると、顔を写真にこすり付けて(顔に粉が付いている)白い霊らしきものが映る心霊写真を作り上げる。
ユーモア賞 - 36番 ホールインワン
へそを使ってホールインワンの様子を表現。
アイデア賞 - 29番 ケン玉
玉と剣に扮した男女がフラメンコの動きでけん玉を表現。
- その他備考
  - 青島幸男が東京都知事就任に伴い、1999年春の第57回まで降板。この回は審査員長として植木等が第34回以来2度目の出演。
  - 再放送時は、高熱で欠場となった8番『砂風呂』の少年の過去の作品(第25回36番『虫めがね』第32回26番『とび箱』第38回33番『ニワトリ』)や『とっておき作品作りのコツ教えます』と題し、過去の作品を併せて放送。

## 第46回
欽ちゃんの第46回全日本仮装大賞
- 放送日 - 1995年9月16日(土)19:00 - 20:54 ※スーパースペシャル'95枠で放送
- 収録日 - 1995年9月3日(日)
- 会場 - 東京・後楽園ホール
- ナレーター(仮装) - 堀敏彦(Jリーガー)
- 欽ちゃんの仮装 - ドジャース野茂
- 審査員(太字は審査員長) - 仮装(テーマ「スポーツ選手」)
  - 佐竹雅昭 - アメリカンフットボール
  - 細川ふみえ - チアリーダー
  - 山田雅人 - バスケットボール
  - 城戸真亜子 - フェンシング
  - 大島渚 - 剣道
  - 藤田弓子 - 柔道
  - 高橋英樹 - F1レーサー
  - 麻木久仁子 - ジョッキー
  - 池谷幸雄 - ムエタイ
  - 山本晋也 - 相撲（第24回以来の2度目）

作品について
- 応募総数 - 6193組
- 出場 - 41組
- 合格 - 32組
- 満点 - 3組
- 合格率 - 78.05%
- 満点率 - 7.32%

- 合格点 - 20点満点中15点以上
- 最高点 - 20点
- 最低点 - 10点
- 平均点 - 15.98点

| No. | 作品                |   | 点数 | 賞             | 備考                                                                    |
| --- | ------------------- | - | ---- | -------------- | ----------------------------------------------------------------------- |
| 1   | 波のり              | ○ | 20点 | 準優勝         | 第37回以来2回目のトップバッター20点満点                                 |
| 2   | 空き缶              | ○ | 17点 |                |                                                                         |
| 3   | 浮き輪で遊ぼう      | ○ | 16点 |                |                                                                         |
| 4   | アサガオ            | ○ | 18点 | ファンタジー賞 |                                                                         |
| 5   | スチームアイロン    | ○ | 15点 |                | 13点から繰り上げ合格                                                    |
| 6   | スカイダイビング    |   | 11点 |                |                                                                         |
| 7   | モザイク            | ○ | 16点 | アイデア賞     |                                                                         |
| 8   | オーストラリア旅行  | ○ | 18点 |                |                                                                         |
| 9   | バイクでブッ飛ばせ! |   | 11点 |                |                                                                         |
| 10  | 蚊の一生            | ○ | 18点 |                | 第29,37回優勝組                                                         |
| 11  | マッチ棒の青春      | ○ | 16点 |                |                                                                         |
| 12  | かき氷              | ○ | 16点 |                |                                                                         |
| 13  | かき氷              | ○ | 16点 | 努力賞         |                                                                         |
| 14  | アワビ              | ○ | 17点 |                |                                                                         |
| 15  | 火の想い出          |   | 11点 |                |                                                                         |
| 16  | 振り子時計          | ○ | 18点 |                |                                                                         |
| 17  | 怪奇現象            | ○ | 16点 |                | 15点からトーク中に+1点                                                  |
| 18  | 東海・北陸マップ    | ○ | 16点 |                |                                                                         |
| 19  | タコ                | ○ | 16点 |                |                                                                         |
| 20  | 人力車              | ○ | 19点 | 演技賞         | 第26回優勝組                                                            |
| 21  | 絶叫マシーン        | ○ | 18点 |                | 15点からトーク中に+3点                                                  |
| 22  | ギョーザ            | ○ | 17点 |                | 具材に扮し、皮に包まり餃子を表現。12点から繰り上げ合格                  |
| 23  | ゾンビ              | ○ | 16点 |                |                                                                         |
| 24  | 線香花火            | ○ | 19点 |                |                                                                         |
| 25  | 雑草                | ○ | 20点 | 優勝           |                                                                         |
| 26  | 腕立て伏せ          |   | 13点 |                |                                                                         |
| 27  | 透明人間            | ○ | 19点 | 第3位          |                                                                         |
| 28  | 夕立ち              | ○ | 18点 |                |                                                                         |
| 29  | アシカのショー      |   | 14点 |                | アシカに扮し、1人でショーを表現。第86回優勝組                           |
| 30  | ピンボール          |   | 14点 |                |                                                                         |
| 31  | ホールインワン      | ○ | 20点 | ユーモア賞     |                                                                         |
| 32  | キタキツネの四季    | ○ | 15点 |                |                                                                         |
| 33  | 波うちぎわ          |   | 13点 |                |                                                                         |
| 34  | 恐怖の狼男          | ○ | 15点 |                |                                                                         |
| 35  | もみじ              | ○ | 18点 | 技術賞         |                                                                         |
| 36  | ホタル              |   | 12点 |                |                                                                         |
| 37  | 土星への旅          | ○ | 15点 |                | 顔や頭で様々な惑星を表現し、最後は残像で土星の輪を表現。第58,85回優勝組 |
| 38  | 源平の合戦          | ○ | 17点 |                |                                                                         |
| 39  | 今年の夏は暑かった  |   | 10点 |                | 9点からトーク中に+1点                                                   |
| 40  | 秋の味覚            | ○ | 16点 |                |                                                                         |
| 41  | 栓抜き              | ○ | 15点 |                |                                                                         |

優勝 - 25番 雑草
踏まれても踏まれても起きあがり続ける雑草を少女が演じて観客の感動を誘う。当時話題になったドラマ「家なき子」からアイデアを得ており、BGMにも主題歌『空と君のあいだに』が使われている。
準優勝 - 1番 波のり
サーフィンする姿を波の動きとスピード感で表現
第3位 - 27番 透明人間
ピンクレディーの『透明人間』を黒背景で歌う女性の全身に墨汁をかけていくことで、透明人間となってだんだん消えていく様子を表現。
技術賞 - 35番 もみじ
リトマス試験紙の原理を応用し、酸を吹きかけて紅葉が染まる様子を表現。
努力賞 - 13番 かき氷
手のひらを氷の結晶に見立て、沢山重なり合ってかき氷を完成させる。
ファンタジー賞 - 4番 アサガオ
子供たちの腕をツルに見立て、朝顔がどんどん成長する過程を表現。
演技賞 - 20番 人力車
ブリッジの状態で台車に乗っかり人力車を演じる。
ユーモア賞 - 31番 ホールインワン
飛ばしたボール(お菓子)を口でキャッチしてホールインワンを表現。第45回36番『ホールインワン』と同じ男性による作品で、2大会連続のユーモア賞受賞。
アイデア賞 - 7番 モザイク
たまごのパックを使ってニュース報道のモザイクを表現。
- その他備考
  - 審査員長に審査未経験の映画監督・大島渚が登場。
  - 16番『振り子時計』で振り子役の赤ちゃんが泣き出すハプニングが発生したが合格。
  - エンディングで優勝作品25番『雑草』のVTR放送を改めて実施。
  - 関東地区では第22回の28.3%に次ぐ28.1%の高視聴率を記録(ビデオリサーチ社調べ)
  - 同年に放送された『秋の人気番組大集合!テレビの裏側大公開』では、当時ヒットした『DA・YO・NE』の替え歌として『日テレDA・YO・NE』を製作。その際、大神いずみが欽ちゃんの楽屋に突撃し「それって日テレ!」というフレーズを収録。

## 第47回
欽ちゃんの第47回全日本仮装大賞
- 放送日 - 1996年1月3日(水)18:30 - 20:54
- 収録日 - 1996年1月1日(月)
- 会場 - 東京・後楽園ホール
- ナレーター(仮装) - 堀敏彦(ロシアのルパシカ)
- 欽ちゃんの仮装 - 紋付羽織袴
- 審査員(太字は審査員長) - 仮装(テーマ「世界の民族衣装」)
  - 久本雅美 - 韓国のチマチョゴリ
  - 野々村真 - 火消し
  - 髙田万由子 - インドのサリー
  - 落合博満 - スペインのマタドール
  - 藤田弓子 - 日本の芸者（第38回以来の2度目）
  - 大島渚 - 中国の宮廷衣装
  - 東ちづる - バリ島の祭の衣装
  - 清水圭 - アラブの大富豪
  - もりみえ - オランダのチューリップ娘
  - 山本晋也 - スコットランドのキルト

作品について
- 応募総数 - 9468組
- 出場 - 51組
- 合格 - 39組
- 満点 - 9組
- 合格率 - 76.47%
- 満点率 - 17.65%

- 合格点 - 20点満点中15点以上
- 最高点 - 20点
- 最低点 - 8点
- 平均点 - 16.35点

| No. | 作品                       |   | 点数 | 賞             | 備考                                      |
| --- | -------------------------- | - | ---- | -------------- | ----------------------------------------- |
| 1   | 村の飾り付け               | ○ | 19点 |                |                                           |
| 2   | 富士山                     | ○ | 18点 |                |                                           |
| 3   | 北海道の春                 | ○ | 18点 |                |                                           |
| 4   | ジングルベル               | ○ | 18点 |                |                                           |
| 5   | お正月                     | ○ | 16点 |                |                                           |
| 6   | もちつき                   | ○ | 19点 |                |                                           |
| 7   | 嵐の中の小舟               |   | 11点 |                |                                           |
| 8   | 学校の動物たち             | ○ | 20点 | 演技賞         |                                           |
| 9   | 水泳中継                   | ○ | 19点 |                |                                           |
| 10  | 富士四景                   | ○ | 17点 |                |                                           |
| 11  | 吊り橋                     | ○ | 20点 | 第3位          |                                           |
| 12  | 雪の結晶                   | ○ | 19点 |                | 16点からトーク中に+3点                    |
| 13  | 世界の初日の出             | ○ | 18点 |                |                                           |
| 14  | 砂鉄                       | ○ | 16点 |                |                                           |
| 15  | ブルーインパルス           |   | 12点 |                |                                           |
| 16  | 今年も食べるぞ             | ○ | 18点 |                |                                           |
| 17  | 宇宙                       | ○ | 16点 |                |                                           |
| 18  | 干し柿                     | ○ | 19点 |                |                                           |
| 19  | 過去からの贈り物           | ○ | 15点 |                | ハワイからの出場                          |
| 20  | 花札                       | ○ | 15点 |                |                                           |
| 21  | 羽根つき                   |   | 09点 |                |                                           |
| 22  | タコの正座                 |   | 11点 |                | 10点からトーク中に+1点                    |
| 23  | 砂絵                       | ○ | 15点 |                |                                           |
| 24  | わたしたちの佐渡           | ○ | 18点 |                |                                           |
| 25  | 四季                       | ○ | 16点 |                | 12点から繰り上げ合格                      |
| 26  | ソフトクリーム             |   | 12点 |                |                                           |
| 27  | 危機一髪                   |   | 12点 |                |                                           |
| 28  | 両親へのプレゼント         | ○ | 19点 |                |                                           |
| 29  | 空気清浄器                 | ○ | 20点 | アイデア賞     | 第58,85回優勝組                           |
| 30  | ポラロイドカメラ           | ○ | 20点 | 優勝           |                                           |
| 31  | 黄色・赤・白               | ○ | 19点 |                | 17点からトーク中に+2点                    |
| 32  | 野茂養成ギプス             | ○ | 15点 |                |                                           |
| 33  | みにくいアヒルの子         | ○ | 15点 |                | 第38回優勝組                              |
| 34  | カメレオンの特訓           |   | 12点 |                |                                           |
| 35  | プロポーズ                 |   | 10点 |                |                                           |
| 36  | シンクロナイズドスイミング | ○ | 19点 | 技術賞         |                                           |
| 37  | 十戒                       | ○ | 17点 |                |                                           |
| 38  | ラッコ                     | ○ | 20点 |                | 19点からトーク中に+1点 第13,16,45回優勝組 |
| 39  | ペロリ                     | ○ | 16点 |                |                                           |
| 40  | 雲のいろいろ               |   | 14点 |                |                                           |
| 41  | アメリカンバイク           | ○ | 19点 |                | ハワイからの出場 12点から繰り上げ合格     |
| 42  | 砂鉄あそび                 | ○ | 18点 |                |                                           |
| 43  | ロケット打ち上げ           | ○ | 16点 |                |                                           |
| 44  | 春よ来い                   |   | 12点 |                | 第26回優勝組                              |
| 45  | 宙吊りコースター           | ○ | 20点 | 準優勝         |                                           |
| 46  | ブルース・リー             | ○ | 20点 | ユーモア賞     | 第86回優勝組                              |
| 47  | オルゴール                 | ○ | 20点 | ファンタジー賞 |                                           |
| 48  | お色直し                   | ○ | 19点 |                | 第4回優勝組                               |
| 49  | 除雪車                     |   | 10点 |                |                                           |
| 50  | 金きんパラダイス           |   | 08点 |                |                                           |
| 51  | 俺達の海外旅行             | ○ | 20点 | 努力賞         |                                           |

優勝 - 30番 ポラロイドカメラ
大きな鏡をポラロイド写真に見立て、その鏡に映した水槽の白い水を抜くことで、ポラロイド写真が出来上がる様を表現。
準優勝 - 45番 宙吊りコースター
顔の表情と足に見立てた腕の動きで宙吊りコースターをリアルに表現。落合が今日見た中で一番良いと絶賛した。
第3位 - 11番 吊り橋
吊り橋を渡る少女と飛ばされる帽子の情景を表現。
技術賞 - 36番 シンクロナイズドスイミング
シンクロをする2人の女性を4人の男性で表現。受賞した作品で唯一満点ではない。
努力賞 - 51番 俺達の海外旅行
お正月にコタツで過ごす男たちが海外旅行を夢見て様々な名所を表現、最後はニューヨーク(入浴)へ行くというオチ。
ファンタジー賞 - 47番 オルゴール
頭の先につけた鉄棒を使って『もろびとこぞりて』を演奏する。
演技賞 - 8番 学校の動物たち
子供たちが学校で飼育している動物を表現、最後は干支のねずみに変身。
ユーモア賞 - 46番 ブルース・リー
全身でブルース・リーの顔のパーツに仮装し、それぞれをテグスで操作して戦う表情を表現。
アイデア賞 - 29番 空気清浄器
白滝をタバコの煙に見立て、清浄機に仮装した人がそれを箸で食べて煙を吸い込む様子を表現。第25回1番「聖火」から出場している常連男性が初めて満点を獲得した作品。後に第58回38番「ワイングラスに映る風景」や、第85回10番「手と足でGO」で優勝するが、第76回22番「ひざでGO」で第47回と同じく2大会連続不合格前に合格し受賞したことがあった。
- その他備考
  - 第23回以来8年ぶりに元日生放送を取りやめ、元日収録、3日放送を実施。以後、2007年の第77回まで元日収録という形式が固定化される(第50,65,68,71回は生放送)。生放送が出来なくなった理由として、仮装の規模が初期に比べ大掛かりなものに進化したため道具の出し入れ時間に大きな差が生じ、番組の進行が中断してしまうためだと考えられる。また、元日の放送でもないのに敢えて元日収録を行う理由として、『みんなが休みたがる正月に仕事すると、神様に目をつけてもらえる気がするから』という欽ちゃんの気持ちが考慮されているようである(そんな欽ちゃんに会う為だけに元日の後楽園ホールには番組出演には関係なく欽ちゃんファミリーが集結するのが恒例となっていた)。また、2006年に古野プロデューサーが、この理由として｢この番組は、出場者のためにあるので、出場者が仮装に参加しやすい元日に収録をしている。｣と語っている。
  - 仮装大賞の音声は当初からステレオが基本であるが、この回はモノラル放送。新聞のラテ欄及びTV画面上では誤表記された。
  - この回だけテロップのサイズが小さめに設定される。
  - 20点満点が9作品など、高評価の仮装が続出(審査が甘すぎたという声もある)。

## 第48回
欽ちゃんの第48回全日本仮装大賞
- 放送日 - 1996年5月25日(土)19:00 - 20:54
- 収録日 - 1996年5月4日(土)
- 会場 - 東京・後楽園ホール
- ナレーター(仮装) - 堀敏彦(将棋の王将)
- 欽ちゃんの仮装 - 喜劇王チャールズ・チャップリン（第42回以来の2度目）
- 審査員(太字は審査員長) - 仮装(テーマ「世界の王様&お姫様」)
  - 清水圭 - ハメハメハ大王
  - 久本雅美 - 白雪姫
  - 大久保博元 - ハクション大魔王
  - 麻木久仁子 - クレオパトラ
  - 植木等 - 閻魔大王
  - 藤田弓子 - 楊貴妃（第42回以来の2度目）
  - 吉村作治 - ツタンカーメン
  - 細川ふみえ - あんみつ姫
  - 関根勤 - ライオン・キング
  - 喰始 - トランプのキング

作品について
- 応募総数 - 5459組
- 出場 - 39組
- 合格 - 30組
- 満点 - 1組
- 合格率 - 76.92%
- 満点率 - 2.56%

- 合格点 - 20点満点中15点以上
- 最高点 - 20点
- 最低点 - 10点
- 平均点 - 15.82点

| No. | 作品               |   | 点数 | 賞             | 備考                                                  |
| --- | ------------------ | - | ---- | -------------- | ----------------------------------------------------- |
| 1   | 雪どけ             | ○ | 17点 |                |                                                       |
| 2   | カメラを返せ!      | ○ | 19点 |                | ペンギンにカメラを奪われる様を1人で表現。第86回優勝組 |
| 3   | お弁当             | ○ | 18点 |                |                                                       |
| 4   | ふえるワカメ       | ○ | 16点 | 努力賞         |                                                       |
| 5   | 楽しい5月          | ○ | 19点 |                |                                                       |
| 6   | バンジージャンプ   | ○ | 15点 |                |                                                       |
| 7   | 柱時計             | ○ | 19点 | ユーモア賞     |                                                       |
| 8   | 靴ひも             | ○ | 17点 | アイデア賞     |                                                       |
| 9   | かいわれ大根       |   | 14点 |                |                                                       |
| 10  | 産みの苦しみ       | ○ | 19点 | 準優勝         |                                                       |
| 11  | 星占い             | ○ | 15点 |                |                                                       |
| 12  | 焼きそば           | ○ | 15点 |                |                                                       |
| 13  | 竜巻               | ○ | 16点 |                | 14点から繰り上げ合格                                  |
| 14  | 古井戸             | ○ | 18点 | 技術賞         |                                                       |
| 15  | レーダー           |   | 10点 |                |                                                       |
| 16  | 手打ちラーメン     | ○ | 17点 | 演技賞         |                                                       |
| 17  | 大きくな〜れ       | ○ | 17点 | 第3位          |                                                       |
| 18  | 黒い虫たちの舞踏会 | ○ | 15点 |                | 14点から繰り上げ合格                                  |
| 19  | 自転車の綱渡り     | ○ | 18点 |                |                                                       |
| 20  | 動物の顔           | ○ | 16点 |                | 13点から繰り上げ合格                                  |
| 21  | 見上げれば鉄橋     | ○ | 16点 | ファンタジー賞 |                                                       |
| 22  | 大陸移動説         |   | 13点 |                |                                                       |
| 23  | フリーフォール     | ○ | 15点 |                |                                                       |
| 24  | 風のいたずら       | ○ | 20点 | 優勝           |                                                       |
| 25  | ラムネ             | ○ | 18点 |                |                                                       |
| 26  | コイン             | ○ | 16点 |                | 巨大なコインの模型に入り、転がる作品。                |
| 27  | タンポポの綿毛     | ○ | 16点 |                |                                                       |
| 28  | 激しい雨           | ○ | 15点 |                |                                                       |
| 29  | 現場中継           |   | 14点 |                |                                                       |
| 30  | 金魚の食事         | ○ | 16点 |                |                                                       |
| 31  | 昇り龍             | ○ | 15点 |                | 第26回優勝組と第13,16,45回優勝組の共作                |
| 32  | リンボーダンス     | ○ | 19点 |                | 出演:梶原比出樹チーム                                 |
| 33  | 恐怖の鏡           |   | 13点 |                | 12点からトーク中に+1点                                |
| 34  | 走り幅跳び         |   | 11点 |                |                                                       |
| 35  | CD                 |   | 14点 |                | 片腕を回して残像で回るCDを表現。第58,85回優勝組       |
| 36  | ネクタイ           | ○ | 15点 |                |                                                       |
| 37  | 魚拓               |   | 10点 |                |                                                       |
| 38  | ブラック&ブラック  |   | 14点 |                |                                                       |
| 39  | 水道管破裂         | ○ | 17点 |                |                                                       |

優勝 - 24番 風のいたずら
『マイ・ガール』の曲をBGMに、風に吹かれる洗濯物たちがラブストーリーを繰り広げる。出場組中唯一の満点でそのまま優勝というケースは第28回28番「東京ドーム生中継」以来7年ぶり。
準優勝 - 10番 産みの苦しみ
顔を赤く塗り鶏の臀部に扮した少年が、総排泄腔に例えた口(口の周りに黒いシワを入れている)からたまごを産む(白いボールを口から吐き出す)様子をまるでニワトリが総排泄腔に力を入れて産みだしているようなリアルな表情で表現。
第3位 - 17番 大きくな〜れ
少女が呪文を唱えるとお母さんに変身、さらに呪文を唱えると赤ちゃんになる。
技術賞 - 14番 古井戸
下から見上げる視点で、古井戸に落ちそうになった少年を助ける様子を表現。
努力賞 - 4番 ふえるワカメ
水に浸したワカメがステージいっぱいに増える様子を表現。
ファンタジー賞 - 21番 見上げれば鉄橋
下からの視点で鉄橋を通過する列車と空を舞う鳶を表現。
演技賞 - 16番 手打ちラーメン
麺に扮した少女がアクロバティックに麺打ちを表現。
ユーモア賞 - 7番 柱時計
全身タイツ姿の股間に振り子を勢いよく貼りつけ、白塗りにした顔で周辺を黒塗りにした鼻の穴をネジ穴としてネジを突っ込みネジを巻く表現を行い、動作音や鐘の音を発しながら腰を横に振って振り子を動かし柱時計を表現。
アイデア賞 - 8番 靴ひも
スニーカーに紐が通っていく様を腕で表現。
- その他備考
  - この回よりOPで得点ランプが点灯。
  - 第46,47回で審査員長を務めた大島渚がこの年の2月下旬にロンドン・ヒースロー空港で脳出血に見舞われる。その影響かは不明であるが大島は番組を欠場し、植木等が第45回以来3度目となる審査員長を務めた。
  - 収録前日に山本晋也は胃炎で緊急入院、番組初の欠場となったため、ピンチヒッターとして構成作家の喰始が審査を担当。
  - オープニングでチャップリン姿で登場した欽ちゃんが、1971年に極寒のスイス邸宅前で4日間待ち続けてようやく憧れのチャップリンと対面を果たしたエピソードを公開。
  - 5番『楽しい5月』でバニーガールに扮した少女は、演技後に本物のバニーガール(エスコートガール)と一緒に提供時の手拍子に参加。
  - 31番『昇り龍』は、第26回54番『無法松』で優勝した男性が、第13回31番『影絵遊び』・第16回31番『台風』・第45回20番『落ちちゃった』で優勝した家族と共演したいとのことで制作した作品。15点でギリギリ合格。第13,16,45回優勝組はこの作品が最後の出場となっている。

## 第49回
欽ちゃんの第49回全日本仮装大賞
- 放送日 - 1996年10月13日(日)19:00 - 20:54
- 収録日 - 1996年9月15日(日)
- 会場 - 東京・後楽園ホール
- ナレーター(仮装) - 堀敏彦(ボウリングのピン)
- 欽ちゃんの仮装 - サッカーの審判
- 審査員(太字は審査員長) - 仮装(テーマ「スポーツ選手」)
  - 中山秀征 - アメリカンフットボール
  - 久本雅美 - チアリーダー
  - 森末慎二 - 自転車
  - 城戸真亜子 - 乗馬
  - 大島渚 - 柔術
  - 藤田弓子 - ソフトボール
  - 高橋英樹 - 剣道師範
  - 三井ゆり - フェンシング
  - 清水圭 - バスケットボール
  - 山本晋也 - 相撲（第24,46回以来の3度目）

作品について
- 応募総数 - 5791組
- 出場 - 40組
- 合格 - 32組
- 満点 - 3組
- 合格率 - 80.00%
- 満点率 - 7.50%

- 合格点 - 20点満点中15点以上
- 最高点 - 20点
- 最低点 - 11点
- 平均点 - 16.30点

| No. | 作品                     |   | 点数 | 賞             | 備考                   |
| --- | ------------------------ | - | ---- | -------------- | ---------------------- |
| 1   | サンゴ礁                 | ○ | 19点 |                |                        |
| 2   | フーフーフー             | ○ | 15点 |                |                        |
| 3   | 重量あげ                 |   | 11点 |                |                        |
| 4   | シュレッダー             | ○ | 18点 |                |                        |
| 5   | 金魚すくい               | ○ | 18点 |                |                        |
| 6   | 波打ちぎわ               | ○ | 16点 |                |                        |
| 7   | でんでん太鼓             | ○ | 17点 |                |                        |
| 8   | 宇宙遊泳                 | ○ | 18点 |                |                        |
| 9   | タイヤ交換               | ○ | 15点 |                | 14点から繰り上げ合格   |
| 10  | 風船の旅                 | ○ | 16点 |                |                        |
| 11  | 温泉たまご               | ○ | 15点 |                |                        |
| 12  | スピーカー               | ○ | 17点 |                |                        |
| 13  | シュウマイ               | ○ | 19点 |                | 18点からトーク中に+1点 |
| 14  | 河内長野の打ち上げ花火   | ○ | 15点 |                | 14点から繰り上げ合格   |
| 15  | 線香花火                 |   | 14点 |                |                        |
| 16  | 花火                     |   | 11点 |                |                        |
| 17  | 隅田川の打ち上げ花火     | ○ | 16点 | アイデア賞     |                        |
| 18  | 尾張名古屋の打ち上げ花火 | ○ | 20点 | 第3位          |                        |
| 19  | ボディーボード           |   | 13点 |                |                        |
| 20  | フラダンス               | ○ | 16点 |                |                        |
| 21  | 音楽の記号               | ○ | 19点 | 演技賞         |                        |
| 22  | ヤシの実                 | ○ | 19点 | ファンタジー賞 |                        |
| 23  | ガイコツのダンス         | ○ | 20点 | 優勝           |                        |
| 24  | 高飛びこみ               | ○ | 16点 | 努力賞         |                        |
| 25  | 海辺のスケッチ           | ○ | 17点 |                | 15点からトーク中に+2点 |
| 26  | カニの重量あげ           | ○ | 16点 |                |                        |
| 27  | カーナビ                 |   | 14点 |                | 第58,85回優勝組        |
| 28  | ピザ                     |   | 13点 |                |                        |
| 29  | ホールインワン           |   | 12点 |                |                        |
| 30  | 朝顔の一日               | ○ | 17点 |                |                        |
| 31  | 帰り道                   | ○ | 20点 | 準優勝         | 第29,37回優勝組        |
| 32  | 赤のあやとり             | ○ | 18点 |                |                        |
| 33  | ピノキオ                 | ○ | 19点 | 技術賞         | 18点からトーク中に+1点 |
| 34  | 台風情報                 |   | 12点 |                |                        |
| 35  | ラーメン屋の怪談         | ○ | 17点 |                |                        |
| 36  | 色んな煙                 | ○ | 19点 | ユーモア賞     | 第86回優勝組           |
| 37  | 通り雨                   | ○ | 16点 |                |                        |
| 38  | コンタクトレンズ         | ○ | 16点 |                |                        |
| 39  | 陶芸                     | ○ | 15点 |                |                        |
| 40  | ホタルの光               | ○ | 18点 |                | 出演:梶原比出樹チーム  |

優勝 - 23番 ガイコツのダンス
ガイコツが曲に合わせて踊り出す。第51回では『骨のダンス〜恐竜編〜』というリメイクも登場し、こちらもファンタジー賞を獲得。近年ではタイトルの混同を避けるためか、『恐竜の骨ダンス』と改題されて紹介されている。
準優勝 - 31番 帰り道
夕焼け空の田舎道の中を少年が去っていく姿を表現。
第3位 - 18番 尾張名古屋の打ち上げ花火
歌舞伎の手法を使って花火を表現した新感覚仮装。
技術賞 - 33番 ピノキオ
人形だったピノキオが人間に変身すると体が回転。磁石と回転台を使用して不可能な動きを表現。
努力賞 - 24番 高飛びこみ
上からの視点を使って高飛びこみの過程を表現。
ファンタジー賞 - 22番 ヤシの実
海を漂うやしの実がある島に着き、そこで芽を出す。
演技賞 - 21番 音楽の記号
二人の少年がリズムに合わせて様々な音楽記号に扮する。
ユーモア賞 - 36番 色んな煙
水槽の中で様々な色の水を吐き出して火山やロケット打ち上げなどを表現。
アイデア賞 - 17番 隅田川の打ち上げ花火
1人で上半身と声で打ち上げ花火を地味に表現。第72回14番・準優勝『蒸気機関車』の演者の作品。
- その他備考
  - ステージ上が作品の道具等で塞がっていないにもかかわらず、欽ちゃんが第44回に次いで2度目の客席側からの登場。この回以降、ステージ上の道具の有無に関わらず、観客との一体感や視覚効果のアップも兼ねて客席側から欽ちゃんが登場する(第54,56回を除く。香取慎吾参入前の第64回まで)。
  - 審査員長の大島渚が2大会ぶりの番組復帰。ただし、2月に発症した脳出血からのリハビリ期間であったため歩行には杖が必要であり、通常は審査員長が行なっていた表彰式の各賞発表は代理で藤田弓子が担当した(第54回まで)。
  - メッセージボードが初登場(別項参照)。
  - 演技中に初めて画面右下に審査員席の画を箱入り表示。
  - 13番『シュウマイ』のトーク中あるおばあちゃんが「今日は敬老の日で…」と発言し、欽ちゃんが「今日(放送日である10月13日)を敬老の日と定めよう!」とフォロー。これまで収録日が解らないような演出をしていたが、このトーク中に初めて収録日がテロップ表記された。
  - 14-18番は番組初の特集仮装として花火作品だけを5作品連続で紹介。
  - 16番『花火』において仕掛けの布が上手く開かずに落下して失敗し不合格に。
  - 合格作品ダイジェスト終了後、異例の次回告知VTRが流された。これは第50回記念大会の優勝賞金が200万円に引き上げられるという事で、応募総数の増加を促す目的があったと考えられる。このような予告はこの後も数回に渡って実施された。

## 第50回
欽ちゃんの第50回全日本仮装大賞記念大会
- 放送日 - 1997年1月1日(水)18:30 - 20:54 ※生放送
- 会場 - 東京・後楽園ホール
- ナレーター(仮装) - 堀敏彦(バカ殿)
- 欽ちゃんの仮装 - 獅子舞
- 審査員(太字は審査員長) - 仮装(テーマ「世界の民族衣装」)
  - 清水圭 - スペインのマタドール
  - 細川ふみえ - インドのサリー
  - 落合博満[4] - イギリス兵
  - 永井美奈子 - オランダのチューリップ娘
  - 大島渚 - 日本の紋付羽織袴
  - 藤田弓子 - 日本の芸者（第38,47回以来の3度目）
  - ジャイアント馬場 - トルコの武装着
  - 勝俣州和 - 中国の宮廷衣装
  - 高田万由子 - バリ島の花嫁
  - 山本晋也 - スコットランドのキルト

作品について
- 応募総数 - 11914組
- 出場 - 50組
- 合格 - 44組
- 満点 - 13組
- 合格率 - 88.00%
- 満点率 - 26.00%

- 合格点 - 20点満点中15点以上
- 最高点 - 20点
- 最低点 - 11点
- 平均点 - 17.08点

| No. | 作品                   |   | 点数 | 賞             | 備考 |
| --- | ---------------------- | - | ---- | -------------- | --- |
| 1   | 連凧                   | ○ | 20点 |                | 小学生が連だこの動きを表現。ラストは巨大な写楽の役者絵が描かれた巨大な凧になる。第46回以来3回目のトップバッター20点満点 |
| 2   | 楽しいお正月           | ○ | 17点 | 50回特別賞     | |
| 3   | 万華鏡                 | ○ | 16点 |                | |
| 4   | 信号機                 | ○ | 15点 |                | |
| 5   | お風呂場の鏡           | ○ | 15点 |                | |
| 6   | ハワイのサンタクロース | ○ | 19点 |                | ハワイからの出場 |
| 7   | バッティングセンター   | ○ | 20点 | アイデア賞     | |
| 8   | 電光掲示板             | ○ | 20点 | 努力賞         | |
| 9   | スーパーマンJr.        | ○ | 18点 |                | 第5回優勝組 |
| 10  | 小さい春               | ○ | 17点 |                | |
| 11  | ホールインワン         |   | 14点 |                | |
| 12  | サーモグラフ           |   | 11点 |                | |
| 13  | オーケストラ           | ○ | 19点 |                | 18点からトーク中に+1点                                                                                                  |
| 14  | 海の仲間たち           | ○ | 20点 | 準優勝         | |
| 15  | 大噴火                 | ○ | 17点 |                | |
| 16  | 透明人間の帰宅         | ○ | 20点 | 50回特別賞     | 19点からトーク中に+1点                                                                                                  |
| 17  | 忘れられた雪だるま     | ○ | 20点 | 第3位          | |
| 18  | 踏切                   |   | 11点 |                | |
| 19  | イカ焼き               | ○ | 15点 |                | 出演:青木さやか 14点から繰り上げ合格                                                                                    |
| 20  | ダンベル体操           | ○ | 18点 |                | 逆さづりの状態で腹筋運動をすることで、ダンベルを持ち上げる腕を表現。出演:ジャリズム ※読売テレビの企画で参加             |
| 21  | カエル                 | ○ | 17点 |                | |
| 22  | 世界の虹               | ○ | 15点 |                | 14点から繰り上げ合格 |
| 23  | チアリーダー           | ○ | 19点 | 50回特別賞     | ハワイからの出場 |
| 24  | モンスターワールド     | ○ | 20点 |                | 「we are the world」に合わせて、様々な怪物たちが合唱をする。第86回優勝組                                                |
| 25  | 落ち葉                 | ○ | 17点 |                | |
| 26  | ふきのとう             | ○ | 20点 |                | |
| 27  | ウェーブ               |   | 12点 |                | |
| 28  | 円月殺法               | ○ | 17点 | ユーモア賞     | |
| 29  | めんそーれ沖縄         | ○ | 16点 |                | |
| 30  | 御用ちょうちん         | ○ | 20点 | 演技賞         | |
| 31  | スキー                 | ○ | 20点 | 技術賞         | |
| 32  | サボテンの花           |   | 13点 | 50回特別賞     | |
| 33  | ホース                 | ○ | 18点 |                | ジタバタ動き回り、勢いよく水を噴射するホースを表現。第47回29番「空気清浄器」(20点)以来の合格。第58,85回優勝組           |
| 34  | 万華鏡                 | ○ | 20点 | 優勝           | |
| 35  | ダーツの天才           | ○ | 15点 |                | 14点から繰り上げ合格 |
| 36  | 雪国                   | ○ | 20点 | ファンタジー賞 | |
| 37  | バタフライ             | ○ | 18点 |                | |
| 38  | 砂金採り               | ○ | 15点 |                | |
| 39  | 吊り革                 | ○ | 17点 |                | |
| 40  | 水戸泉対舞の海         | ○ | 20点 |                | |
| 41  | ビデオ                 | ○ | 19点 |                | |
| 42  | タイプライター         | ○ | 18点 |                | ハワイからの出場 |
| 43  | 剛速球                 | ○ | 18点 |                | |
| 44  | からくり時計           | ○ | 16点 |                | からくり人形に扮し、音楽に合わせて歩きながら次々早着替えしていく。第4回優勝組                                           |
| 45  | 波打ち際               | ○ | 16点 |                | |
| 46  | 西遊記                 | ○ | 17点 |                | |
| 47  | 酔っ払い               |   | 12点 | 50回特別賞     | |
| 48  | クレー射撃             | ○ | 15点 |                | |
| 49  | キンキラキン           | ○ | 16点 | 50回特別賞     | 12点から繰り上げ合格(後述)                                                                                              |
| 50  | 月面基地               | ○ | 16点 |                | 第26回優勝組 |

優勝 - 34番 万華鏡
天井に設置したカメラの視点で見る作品で、色鮮やかに変わる万華鏡の中を曲に合わせてミュージカル風に表現。その後も天井カメラの視点で見る作品が登場しているが、この作品が元祖。
準優勝 - 14番 海の仲間たち
沢山の小さな魚たちが鮫と戦って勝利する様子を幻想的に表現。物語「スイミー」を仮装で表現したもの。
第3位 - 17番 忘れられた雪だるま
雪だるまがだんだん溶けて完全になくなってしまう様子を女の子1人でリアルに表現。
技術賞 - 31番 スキー
風景画の動きやゴムを使用してスキーの様子をリアルに表現。
努力賞 - 8番 電光掲示板
たくさんの小学生が板にあいた丸穴を使って電光掲示板の変化を表現。
ファンタジー賞 - 36番 雪国
トンネルを抜けて雪国を走るSLのスピード感を表現。
演技賞 - 30番 御用ちょうちん
45名のおばあちゃんが顔に御用ちょうちんのメイクをして盗人を追いかける。
ユーモア賞 - 28番 円月殺法
円月殺法の光を黒子二人の腕の動きでユーモラスに表現。
アイデア賞 - 7番 バッティングセンター
鼻から飛ばしたボールを手に持ったバットで打つ。内容のバカバカしさから演技中に欽ちゃんにイジられていた。第68,74回は演技賞を獲得し、第72,82,92,94,98回はユーモア賞を獲得する。
50回特別賞 I - 2番 楽しいお正月
二人の和尚が『お正月』を駄洒落交じりで唄いだす。
50回特別賞 II - 16番 透明人間の帰宅
透明人間が帰宅して服を脱いでくつろぐ姿を表現。後ろに黒幕や小道具などを何も置かずに透明人間を表現した。
50回特別賞 III - 32番 サボテンの花
少女二人がサボテン(顔を緑色に塗り、白い棘模様を付ける)に見立て、窓辺の植木鉢の上に二人上下に並んで目と口を閉じて逆さ向きに配置し、『サボテンの花が咲いたよ〜♪ 』のメロディに合わせ、赤く塗った唇を突き出し花が咲き開く姿を表現。欽ちゃんの要望で再演を行い、不合格ながらもインタビューは笑顔で答えることに感銘を受けた欽ちゃんは合格者と同等の送り出しを行った。
50回特別賞 IV - 47番 酔っ払い
犬に追っかけられた酔っ払いが電信柱に掴まる姿を表現。長年の出場功績を称えて受賞。
50回特別賞 V - 49番 キンキラキン
色コンビが50回を記念して金モールをつけて登場。12点で不合格の鐘が鳴った。トーク中に番組卒業を発表し、欽ちゃんが「俺との付き合いはどうなるんだ?」と問い詰めると「もうネタがないんです」とひと言…。これまでの労いとこれからも来て欲しいという願いが点となり、色ネタとしては最高得点タイである16点を獲得。さらにこれまでの努力が考慮され受賞。
50回特別賞 VI - 23番 チアリーダー
腕を脚に見立て人間では不可能な動きを見せる。ハワイからの参加者を代表して受賞。
- その他備考
  - 記念すべき第50回記念大会ということで賞金を大幅に増額。
  - 番組の進行的にギリギリだったが2年ぶりの生放送を強行。そのため生放送では50回記念賞の発表が出来なかった。
  - セットのプチリニューアルを実施し、合格者席を一箇所に統一。かつての合格者席は入りきらない仮装の道具置き場やモニター置き場となった。またホリゾント幕は道具の移動を効率よくするため、ボード貼り付け式からカーテン式となった。
  - 通常はテロップで行う出場者募集を初めて欽ちゃんがフリップを使って実施(香取慎吾参入以降を除き進行中の生告知は一切なかった)。
  - 歴代出場者が再結集、中でも第5回34番・優勝『スーパーマン』チームが9番『スーパーマンJr.』で再挑戦、10番『小さい春』は第8回以来14年振りに出場、常連チームも多数出場し高得点や受賞をしている。
  - 合格が番組最多の44組。また当時最多となる13組が満点獲得。
  - 50回特別賞は合格・不合格関係なく全作品から選考。6組が選ばれ、不合格からは32番「サボテンの花」と47番「酔っ払い」が選出された。